# Бонджованни, Луиджи
Луиджи Бонджованни (итал. Luigi Bongiovanni; 8 декабря 1866, Реджо-нелль-Эмилия — 4 апреля 1941, Рим) — итальянский военный и государственный деятель; генерал-лейтенант (1919) и сенатор (1929); губернатор колонии Итальянская Киренаика с 6 июня 1923 по 24 мая 1924 года.

## Биография
Луиджи Бонджованни родился 8 декабря 1866 года в городе Реджо-нелль-Эмилия (Эмилия-Романья); учился в Миланском военном колледже, а затем — в Королевской военной академии артиллерии и инженерии в Турине (Accademia Reale di Torino). В 1901—1905 годах Бонджованни участвовал в итальянской миссии в Китае, направленной на подавление «боксёрского восстания»; затем он посетил Японию. В 1914 году был отправлен в Берлин в качестве военного атташе при итальянском посольстве; в следующем году ему было присвоено звание полковника.
В годы Первой мировой войны, во время битвы при Капоретто, Луиджи Бонджованни командовал разгромленным VII-м корпусом 2-й итальянской армии. Стал генерал-лейтенантом в 1919 году, но уже в начале 1920-х годов оставил действительную военную службу. В декабре 1922 года, после прихода к власти Бенито Муссолини, Бонджованни был вновь призван на службу: в период 6 июня 1923 по 24 мая 1924 года являлся губернатором колонии Итальянская Киренаика. Вновь начал военные действия в колонии и 22 июля 1923 года стал корпусным генералом. Окончательно вышел в отставку 7 мая 1929 года и был назначен сенатором Королевства Италии. Бонджованни скончался 4 апреля 1941 года в городе Рим.

## Работы
- Bombardamenti dal cielo // Nuova antologia, 16 febbraio 1932.
- La «Marna»: giudizi in contrasto // Nuova antologia, 16 gennaio 1934.
- Problemi dell’Etiopia italiana // Nuova antologia, 1 giugno 1936.